# SV Dynamo Apeldoorn
Pour la section féminine, voir SV Dynamo Apeldoorn (volley-ball féminin).

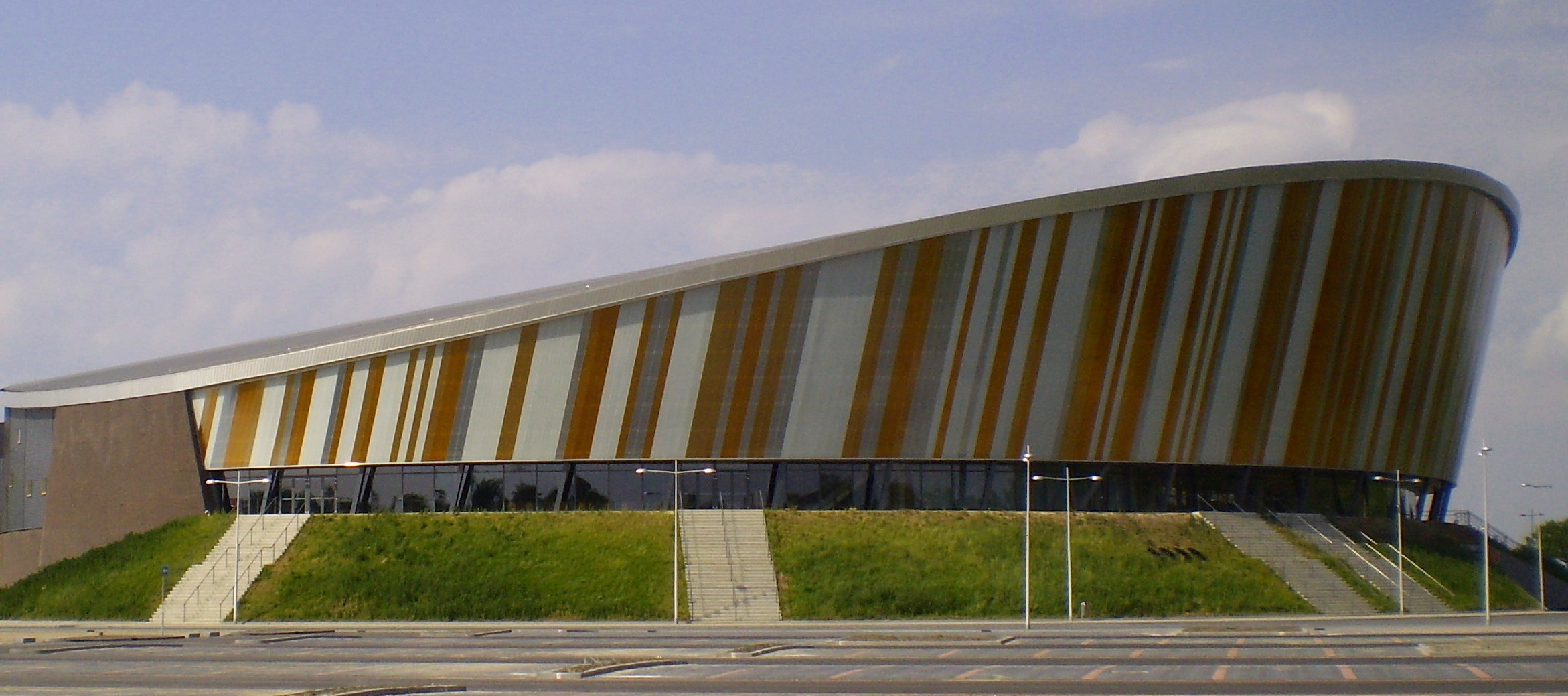
Omnisport Apeldoorn.

Le Dynamo Apeldoorn est un club néerlandais de volley-ball fondé le 1er juillet 1967 et basé à Apeldoorn, et évoluant au plus haut niveau national (Eredivisie).

## Palmarès
| Compétitions nationales | Compétitions internationales           |
| - Championnat des Pays-Bas (13) - Vainqueur : 1991, 1993, 1994, 1995, 1996, 1997, 1999, 2001, 2003, 2007, 2008, 2010, 2021 - Finaliste : 2006 - Coupe des Pays-Bas (10) - Vainqueur : 1993, 1994, 1996, 2000, 2002, 2008, 2009, 2010, 2011, 2019 - Finaliste : 2013, 2017, 2021 - Supercoupe des Pays-Bas (8) - Vainqueur : 1993, 1995, 1996, 2000, 2001, 2007, 2008, 2010 - Finaliste : 1994, 1997, 1999, 2002, 2003, 2009, 2011, 2019 | - Top Teams Cup (1) - Vainqueur : 2003 |

## Joueurs et personnalités du club

### Entraîneur
- 1998-2000 :  Appie Krijnsen
- 2005-2007 :  Arnold Van Ree
- 2012-2014 :  Mark Roper
- 2018- :  Redbad Strikwerda

### Joueurs emblématiques
- Ewoud Gommans
- Bas van de Goor
- Robert Horstink
- Eerik Jago
- Richard Lambourne
- Reinder Nummerdor
- Jeroen Rauwerdink